# Weikersheim
Weikersheim è un comune tedesco di 7 732 abitanti, situato nel land del Baden-Württemberg.